# Neal Skupski
Neal Skupski (1 de diciembre de 1989) es un tenista profesional del Reino Unido.

## Carrera
Skupski nació en Liverpool. Comenzó a competir como profesional en 2013, jugando inicialmente en los Futuros y Challenger. Después de jugar con varios compañeros, comenzó a competir con mayor frecuencia con su hermano Ken a partir de marzo de 2013. Obtuvieron en este año 4 títulos challengers, al ganar los torneos de Challenger de Recanati, Challenger de Segovia, Challenger de Pétange y Challenger de Szczecin. En 2013, los hermanos Skupski dispuraton el Torneo de Moscú, lo que significó su primer ATP World Tour torneo, llegaron a la final, donde perdieron en la muerte súbita.
Su ranking individual más alto logrado en el ranking mundial ATP fue el n.º 932 el 8 de noviembre de 2010. Mientras que en dobles alcanzó el puesto n.º 42 el 2 de julio de 2018.
Hasta el momento ha obtenido 4 títulos de la categoría ATP Challenger Series, todos ellos en modalidad de dobles.

## Torneos de Grand Slam

### Dobles

#### Títulos (1)
| Año  | Torneo    | Pareja         | Oponentes en la final              | Resultado |
| 2023 | Wimbledon | Wesley Koolhof | Marcel Granollers Horacio Zeballos | 6-4, 6-4  |

#### Finalista (2)
| Año  | Campeonato         | Pareja         | Oponentes en la final              | Resultado en final |
| 2022 | Abierto de EE. UU. | Wesley Koolhof | Rajeev Ram Joe Salisbury           | 6-7(4), 5-7        |
| 2025 | Roland Garros      | Joe Salisbury  | Marcel Granollers Horacio Zeballos | 0-6, 7-6(5), 5-7   |

### Dobles mixto

#### Títulos (2)
| Año  | Torneo    | Pareja           | Oponentes en la final         | Resultado   |
| 2021 | Wimbledon | Desirae Krawczyk | Harriet Dart Joe Salisbury    | 6-4, 7-6(1) |
| 2022 | Wimbledon | Desirae Krawczyk | Samantha Stosur Matthew Ebden | 6-4, 6-3    |

#### Finalista (2)
| Año  | Torneo               | Pareja           | Oponentes en la final                  | Resultado           |
| 2024 | Abierto de Australia | Desirae Krawczyk | Su-Wei Hsieh Jan Zieliński             | 7-6(5), 4-6, [9-11] |
| 2024 | Roland Garros        | Desirae Krawczyk | Laura Siegemund Édouard Roger-Vasselin | 4-6, 5-7            |

## Títulos ATP (17; 0+17)

### Dobles (17)
| Leyenda              |
| Grand Slam (1)       |
| ATP Finals (0)       |
| ATP Masters 1000 (3) |
| ATP Tour 500 (3)     |
| ATP Tour 250 (10)    |

| N.º | Fecha                   | Torneo           | Superficie    | Pareja         | Oponentes en la final                     | Resultado           |
| --- | ----------------------- | ---------------- | ------------- | -------------- | ----------------------------------------- | ------------------- |
| 1.  | 11 de febrero de 2018   | Montpellier      | Dura (i)      | Ken Skupski    | Ben McLachlan Hugo Nys                    | 7-6(2), 6-4         |
| 2.  | 28 de octubre de 2018   | Viena            | Dura (i)      | Joe Salisbury  | Mike Bryan Édouard Roger-Vasselin         | 7-6(5), 6-3         |
| 3.  | 28 de abril de 2019     | Budapest         | Tierra batida | Ken Skupski    | Marcus Daniell Wesley Koolhof             | 6-3, 6-4            |
| 4.  | 14 de noviembre de 2020 | Sofía            | Dura (i)      | Jamie Murray   | Jürgen Melzer Édouard Roger-Vasselin      | w/o                 |
| 5.  | 20 de marzo de 2021     | Acapulco         | Dura          | Ken Skupski    | Marcel Granollers Horacio Zeballos        | 7-6(3), 6-4         |
| 6.  | 3 de octubre de 2021    | San Diego        | Dura          | Joe Salisbury  | John Peers Filip Polášek                  | 7-6(2), 3-6, [10-5] |
| 7.  | 9 de enero de 2022      | Melbourne        | Dura          | Wesley Koolhof | Aleksandr Nedovyesov Aisam-ul-Haq Qureshi | 6-4, 6-4            |
| 8.  | 15 de enero de 2022     | Adelaida II      | Dura          | Wesley Koolhof | Ariel Behar Gonzalo Escobar               | 7-6(5), 6-4         |
| 9.  | 18 de febrero de 2022   | Doha             | Dura          | Wesley Koolhof | Rohan Bopanna Denis Shapovalov            | 7-6(4), 6-1         |
| 10. | 8 de mayo de 2022       | Madrid           | Tierra batida | Wesley Koolhof | Juan Sebastián Cabal Robert Farah         | 6-7(4), 6-4, [10-5] |
| 11. | 12 de junio de 2022     | 's-Hertogenbosch | Hierba        | Wesley Koolhof | Matthew Ebden Max Purcell                 | 4-6, 7-5, [10-6]    |
| 12. | 14 de agosto de 2022    | Montreal         | Dura          | Wesley Koolhof | Daniel Evans John Peers                   | 6-2, 4-6, [10-6]    |
| 13. | 6 de noviembre de 2022  | París            | Dura (i)      | Wesley Koolhof | Ivan Dodig Austin Krajicek                | 7-6(5), 6-4         |
| 14. | 17 de junio de 2023     | 's-Hertogenbosch | Hierba        | Wesley Koolhof | Gonzalo Escobar Aleksandr Nedovésov       | 7-6(1), 6-2         |
| 15. | 15 de julio de 2023     | Wimbledon        | Hierba        | Wesley Koolhof | Marcel Granollers Horacio Zeballos        | 6-4, 6-4            |
| 16. | 23 de junio de 2024     | Queen's Club     | Hierba        | Michael Venus  | Taylor Fritz Karen Khachanov              | 4-6, 7-6(5), [10-8] |
| 17. | 28 de junio de 2024     | Eastbourne       | Hierba        | Michael Venus  | Matthew Ebden John Peers                  | 4-6, 7-6(2), [11-9] |

#### Finalista (25)
| N.º | Fecha                    | Torneo            | Superficie    | Pareja            | Oponentes en la final                  | Resultado              |
| --- | ------------------------ | ----------------- | ------------- | ----------------- | -------------------------------------- | ---------------------- |
| 1.  | 19 de octubre de 2013    | Moscú             | Dura (i)      | Ken Skupski       | Mijaíl Yelguin Denis Istomin           | 2-6, 6-1, [12-14]      |
| 2.  | 29 de junio de 2018      | Eastbourne        | Hierba        | Ken Skupski       | Luke Bambridge Jonny O'Mara            | 5-7, 4-6               |
| 3.  | 23 de septiembre de 2018 | Metz              | Dura (i)      | Ken Skupski       | Nicolas Mahut Édouard Roger-Vasselin   | 1-6, 5-7               |
| 4.  | 24 de febrero de 2019    | Delray Beach      | Dura          | Ken Skupski       | Bob Bryan Mike Bryan                   | 6-7(5), 4-6            |
| 5.  | 14 de abril de 2019      | Houston           | Tierra batida | Ken Skupski       | Santiago González Aisam-ul-Haq Qureshi | 6-3, 4-6, [6-10]       |
| 6.  | 25 de mayo de 2019       | Lyon              | Tierra batida | Ken Skupski       | Ivan Dodig Édouard Roger-Vasselin      | 4-6, 3-6               |
| 7.  | 29 de agosto de 2020     | Cincinnati        | Dura          | Jamie Murray      | Pablo Carreño Álex de Miñaur           | 2-6, 5-7               |
| 8.  | 1 de noviembre de 2020   | Viena             | Dura (i)      | Jamie Murray      | Łukasz Kubot Marcelo Melo              | 6-7(5), 5-7            |
| 9.  | 3 de abril de 2021       | Miami             | Dura          | Daniel Evans      | Nikola Mektić Mate Pavić               | 4-6, 4-6               |
| 10. | 18 de abril de 2021      | Montecarlo        | Tierra batida | Daniel Evans      | Nikola Mektić Mate Pavić               | 3-6, 6-4, [7-10]       |
| 11. | 8 de agosto de 2021      | Washington        | Dura          | Michael Venus     | Raven Klaasen Ben McLachlan            | 6-7(4), 4-6            |
| 12. | 2 de abril de 2022       | Miami             | Dura          | Wesley Koolhof    | Hubert Hurkacz John Isner              | 6-7(5), 4-6            |
| 13. | 24 de abril de 2022      | Barcelona         | Tierra batida | Wesley Koolhof    | Kevin Krawietz Andreas Mies            | 7-6(3), 6-7(5), [6-10] |
| 14. | 9 de septiembre de 2022  | Abierto de EE.UU. | Dura          | Wesley Koolhof    | Rajeev Ram Joe Salisbury               | 6-7(4), 5-7            |
| 15. | 18 de marzo de 2023      | Indian Wells      | Dura          | Wesley Koolhof    | Rohan Bopanna Matthew Ebden            | 3-6, 6-2, [8-10]       |
| 16. | 23 de abril de 2023      | Barcelona         | Tierra batida | Wesley Koolhof    | Máximo González Andrés Molteni         | 3-6, 7-6(8), [4-10]    |
| 17. | 26 de agosto de 2023     | Winston-Salem     | Dura          | Lloyd Glasspool   | Nathaniel Lammons Jackson Withrow      | 3-6, 4-6               |
| 18. | 4 de octubre de 2023     | Pekín             | Dura          | Wesley Koolhof    | Ivan Dodig Austin Krajicek             | 7-6(12), 3-6, [5-10]   |
| 19. | 19 de febrero de 2024    | Delray Beach      | Dura          | Santiago González | Julian Cash Robert Galloway            | 7-5, 5-7, [2-10]       |
| 20. | 2 de marzo de 2024       | Acapulco          | Dura          | Santiago González | Hugo Nys Jan Zieliński                 | 3-6, 2-6               |
| 21. | 27 de octubre de 2024    | Viena             | Dura (i)      | Michael Venus     | Alexander Erler Lucas Miedler          | 6-4, 3-6, [1-10]       |
| 22. | 22 de febrero de 2025    | Doha              | Dura          | Joe Salisbury     | Julian Cash Lloyd Glasspool            | 3-6, 2-6               |
| 23. | 20 de abril de 2025      | Barcelona         | Tierra batida | Joe Salisbury     | Sander Arends Luke Johnson             | 3-6, 7-6(1), [6-10]    |
| 24. | 7 de junio de 2025       | Roland Garros     | Tierra batida | Joe Salisbury     | Marcel Granollers Horacio Zeballos     | 0-6, 7-6(5), 5-7       |
| 25. | 8 de agosto de 2025      | Toronto           | Dura          | Joe Salisbury     | Julian Cash Lloyd Glasspool            | 3-6, 7-6(5), [11-13]   |

## Challenger

### Dobles
| N.º | Fecha      | Torneo                        | Superficie | Compañero   | Oponentes en la final                 | Resultado           |
| --- | ---------- | ----------------------------- | ---------- | ----------- | ------------------------------------- | ------------------- |
| 1.  | 21.07.2013 | Challenger de Recanati Italia | Dura       | Ken Skupski | Gianluigi Quinzi Adelchi Virgili      | 6-4, 6-2            |
| 2.  | 03.08.2013 | Challenger de Segovia España  | Dura       | Ken Skupski | Mijaíl Yelguin Uladzimir Ignatik      | 6-3, 6(4)-7, [10-6] |
| 3.  | 15.09.2013 | Challenger de Pétange         | Dura (i)   | Ken Skupski | Benjamin Becker Tobias Kamke          | 6-3, 6-75, [10-7]   |
| 4.  | 21.09.2013 | Challenger de Szczecin        | Tierra     | Ken Skupski | Andrea Arnaboldi Alessandro Giannessi | 6-4, 1-6, [10-7]    |